# NGC 3140
NGC 3140 (również PGC 29548) – galaktyka spiralna (Sc), znajdująca się w gwiazdozbiorze Hydry. Odkrył ją 1 stycznia 1886 roku Francis Leavenworth.